# Projekt 1241 Molnija
Projekt 1241 Molnija (ryska: Молния, ”blixt”) eller Tarantul-klass är en serie robotbeväpnade korvetter utvecklade i Sovjetunionen avsedda att komplettera de äldre robotbåtarna av typen Projekt 205 Tsunami (Osa-klass). Orsaken var främst att man ville ha ett mer sjövärdigt fartyg med förbättrat närluftvärn, vilket krävde installation av en allmålskanon och en högre placerad spanings- och eldledningsradar. Skeppen saknar helt ubåtsjaktförmåga, men luftvärnet anses tillräckligt för självförsvar mot sjömålsrobot och helikopter på avstånd under 10 km. Nato klassar Projekt 1241 som robotkorvetter.

## Historia
I slutet av 1960-talet hade det i väst börjat produceras flera mindre ytstridsfartyg beväpnade med sjömålsrobotar som Exocet och Otomat, men också med kraftfulla allmålskanoner som OTO Melara 76 mm, något som Projekt 205 saknade. En annan nackdel som Tsunami-klassen hade var att de fyra Termit-robotarna utgjorde en tung last för det relativt lilla skrovet. Beväpnade med dessa robotar kunde fartygen i klassen inte dessutom bära upp en tung ytspaningsradar i masten utan att bli instabila. Radarhorisonten kom därför att ligga alltför nära, något som senare visade sig under Gulfkriget när tolv irakiska robotbåtar sänktes av Sea Skua-robotar från Lynx-helikoptrar utan att dessa hade blivit upptäckta.
Med anledning av det började konstruktionsbyrån Almaz 1969 att designa ett fartyg som i storlek låg mellan Tsunami och Ovod-klassen. Under 1971 presenterades två förslag för Sovjetunionens flotta där det i stort sett bara var radarn som skiljde. Radarn Gravij-M uppfyllde visserligen flottans krav, men man valde ändå att satsa på den ännu icke färdiga radarn Monolit. En viktig egenskap var att det nya fartyget skulle kunna hålla samma fart som Tsunami-klassen. Därför valde man bort luftvärnsrobotsystemet Osa-M eftersom det skulle ha tyngt ner fartygen så mycket att de inte skulle kunna nå 40 knop. Dessutom bedömdes fartyg av den här storleken i stort sett alltid operera i kustnära vatten där de skulle kunna skyddas av eget jaktflyg.
År 1973 beslutades att även en version avsedd för ubåtsjakt skulle konstrueras baserad på samma skrov, men med dieselmaskineri, annorlunda överbyggnad och annan beväpning. Dessa fartyg fick namnet Projekt 1241.2 Molnija-2 (Pauk-klass) och den ursprungliga designen fick då beteckningen Projekt 1241.1. De första började byggas 1976 och togs i tjänst 1981, samma år som man började bygga den förbättrade varianten 1241.1-M beväpnad med Moskit-robotar.

## Varianter
Projekt 1241, 1241.1 eller 1241.1-T (Tarantul I)
Ursprunglig variant beväpnad med Termit-robotar.
Projekt 1241.2 (Pauk)
Version för ubåtsjakt, se Projekt 1241.2 Molnija-2
Projekt 1241-RE (Tarantul II)
Exportversion med den enklare radarn Harpun-E och utan möjlighet att ta emot eldledningsdata från Uspech (framgång).
Projekt 1241.1-M (Tarantul III)
Ny beväpning i form av Moskit-robotar.

## Användare
- Rysslands flotta – 23 fartyg kvar i tjänst (2005)
- Bulgariska flottan – Ett fartyg i tjänst
- Volksmarine – Fem fartyg, avrustade
- Indiens flotta – 12 fartyg kvar i tjänst
- Polska marinen – Fyra fartyg, två kvar i tjänst
- Rumäniens flotta – Tre fartyg i tjänst
- Ukrainska flottan – Två fartyg i tjänst
- Vietnams flotta – Nio fartyg i tjänst, ytterligare ett beställt
- Jemens flotta – Två fartyg varav minst ett är i tjänst

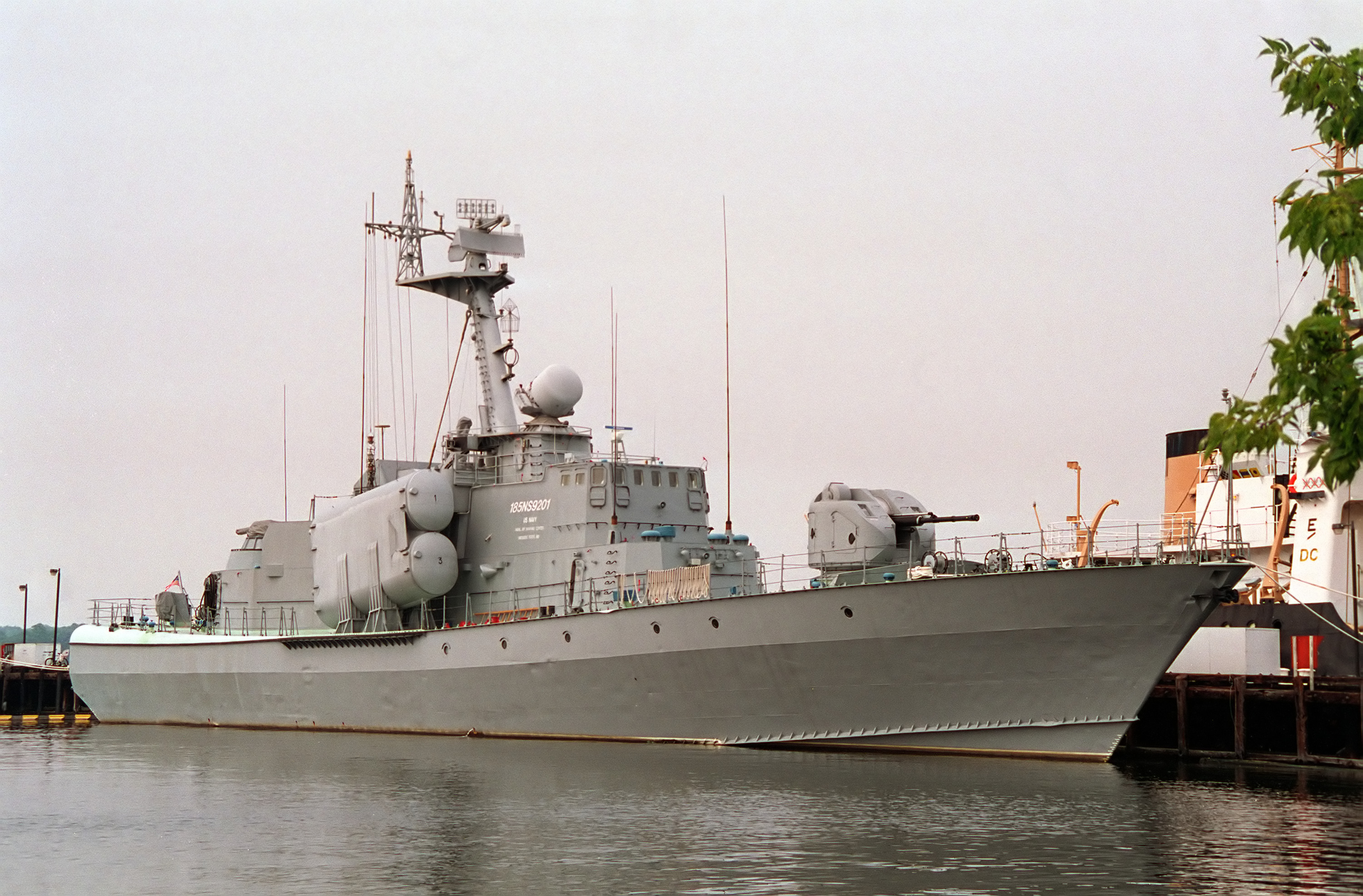
Den före detta östtyska korvetten Hiddensee är numera museifartyg
i Fall River, Massachusetts.